# Stephon Gilmore
Pour les articles homonymes, voir Gilmore.
(en) Statistiques sur pro-football-reference
Stephon Gilmore, né le 19 septembre 1990 à Rock Hill en Caroline du Sud, est un joueur professionnel américain de football américain en National Football League (NFL).
Il joue au poste de cornerback pour le compte des Cowboys de Dallas après avoir joué pour les Bills de Buffalo de 2012 à 2016, les Patriots de la Nouvelle-Angleterre de 2017 à 2021, les Panthers de la Caroline en 2021 et les Colts d'Indianapolis en 2022.

## Biographie

### Carrière universitaire
Étudiant à l'Université de Caroline du Sud, il a joué pour les Gamecocks de la Caroline du Sud en NCAA Division I FBS de 2008 à 2011.

### Carrière professionnelle

#### Bills de Buffalo
Stephon Gilmore est sélectionné en tant que 10e choix global lors du premier tour de la draft 2012 de la NFL. Il est le cornerback des Gamecocks sélectionné le plus tôt dans une draft NFL depuis Dunta Robinson (en) en 2004.
Le 17 mai 2012, il signe un contrat de 4 ans avec les Bills pour un montant de 12,08 millions de dollars garantis, incluant une prime à la signature de 7,22 millions.
Dès son entrée dans l'effectif des Bills, Gilmore est considéré comme titulaire au poste de cornerback de la franchise et il lui revient de couvrir les meilleurs receveurs adverses. Lors de sa première saison NFL, Gilmore effectue 61 plaquages au total et réussit une interception contre les Rams de Saint-Louis le 9 décembre 2012.
Le 3 avril 2013, il décide de changer son numéro de maillot et passe du 24 au 27.

#### Patriots de la Nouvelle-Angleterre
.

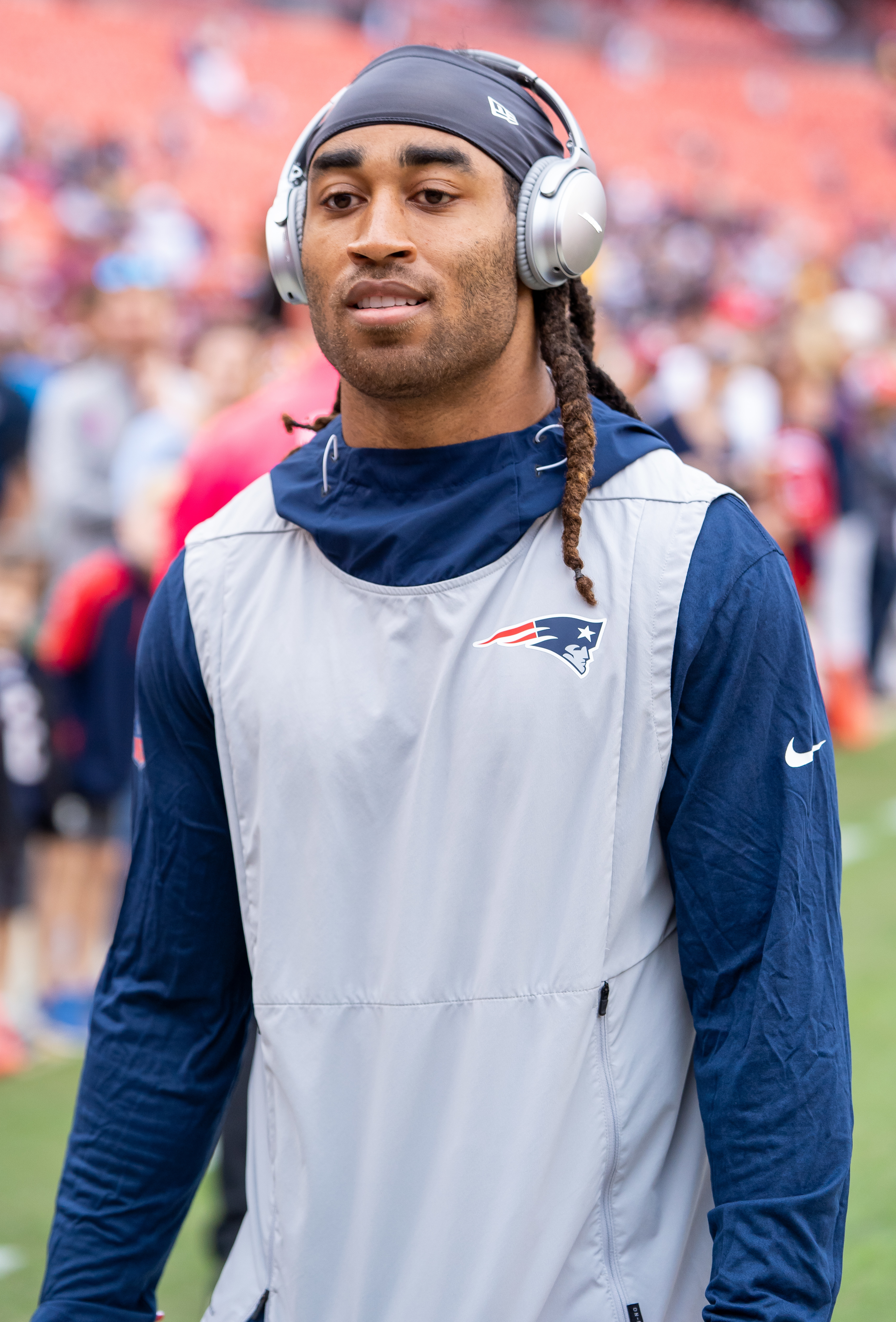
Stephon Gilmore en 2019 avec les Patriots

Le 10 mars 2017, alors qu'il est agent libre, Gilmore s'engage avec les Patriots de la Nouvelle-Angleterre en paraphant un contrat de 65 millions de dollars sur 5 ans,. Cyrus Jones, qui porte alors le numéro 24 des Patriots, lui laisse gracieusement son numéro de maillot.
Durant la saison 2019, il s'établit comme un des meilleurs cornerbacks, voire parmi tous les joueurs défensifs, dans la NFL. Il termine la saison avec 53 plaquages, 20 passes déviées et 6 interceptions, dont 2 retournées pour un touchdown. Il reçoit à l'issue de la saison le prix du meilleur joueur défensif de l'année.
Après le 4e match de la saison 2020 joué contre les Chiefs de Kansas City, Gilmore est testé positif au Covid-19 et est placé sur la liste des réservistes/COVID-19 et est réactivé le 15 octobre. Lors de la 15e semaine, il se blesse au muscle quadriceps fémoral et est placé sur la liste des réservistes blessés le 23 décembre. Il y termine sa saison avec 37 plaquages, 3 passes défendues et 1 interception en 11 matchs.
Le 31 décembre 2021, toujours non rétabli, Gilmore est placé sur la liste des réservistes inaptes à jouer (physically unable to perform).

#### Panthers de la Caroline
Le 3 octobre 2021, Gilmore est transféré chez les Panthers de la Caroline contre un choix de 6e tour de la draft 2023 de la NFL.
Il apparait au cours de huit matchs dont trois en tant que titulaire, totalisant 16 plaquages et deux interceptions.

#### Colts d'Indianapolis
Le 18 avril 2022, Gilmore s'engage avec les Colts d'Indianapolis pour une durée de deux ans et pour un montant de 23 millions de $ dont 14 garantis.

#### Cowboys de Dallas
Le 14 mars 2023, les Colts échangent Gilmore aux Cowboys de Dallas contre un futur choix de cinquième tour de la draft 2023 de la NFL.

## Statistiques

### Universitaires
| Année       | Équipe                          | Statut      | MJ |       | Plaquages | Plaquages | Plaquages | Plaquages |       | Interceptions | Interceptions | Interceptions | Interceptions |  | Fumbles | Fumbles |
| Année       | Équipe                          | Statut      | MJ | Total | Seul      | Ast.      | Sacks     | Nb.       | Yards | Déf.          | TD            | Nb.           | Rec.          |  |         |         |
| 2009        | Gamecocks de la Caroline du Sud | Fr.         | 13 | 56    | 39        | 17        | 3         | 1         | -1    | 0             | 0             | 0             | 0             |  |         |         |
| 2010        | Gamecocks de la Caroline du Sud | So.         | 14 | 79    | 66        | 13        | 3         | 3         | 97    | 1             | 1             | 0             | 0             |  |         |         |
| 2011        | Gamecocks de la Caroline du Sud | Jr.         | 13 | 46    | 35        | 11        | 1         | 4         | -10   | 0             | 0             | 0             | 0             |  |         |         |
| Totaux NCAA | Totaux NCAA                     | Totaux NCAA | 40 | 181   | 140       | 41        | 7         | 8         | 86    | 1             | 1             | 0             | 0             |  |         |         |

### Professionnelles
| Année           | Équipe                             | MJ  |                | Plaquages      | Plaquages      | Plaquages      | Plaquages      |                | Interceptions  | Interceptions  | Interceptions | Interceptions |  | Fumbles | Fumbles |
| Année           | Équipe                             | MJ  | Total          | Seul           | Ast.           | Sacks          | Nb.            | Yards          | Déf.           | TD             | Nb.           | Rec.          |  |         |         |
| 2012            | Bills de Buffalo                   | 16  | 60             | 51             | 09             | 0              | 1              | 023            | 16             | 0              | 2             | 0             |  |         |         |
| 2013            | Bills de Buffalo                   | 11  | 35             | 30             | 05             | 0              | 2              | 0              | 10             | 0              | 0             | 1             |  |         |         |
| 2014            | Bills de Buffalo                   | 14  | 46             | 38             | 08             | 0              | 3              | 061            | 06             | 0              | 1             | 0             |  |         |         |
| 2015            | Bills de Buffalo                   | 12  | 36             | 36             | 0              | 0              | 3              | 033            | 18             | 0              | 0             | 0             |  |         |         |
| 2016            | Bills de Buffalo                   | 15  | 48             | 42             | 06             | 0              | 5              | 135            | 12             | 0              | 0             | 0             |  |         |         |
| 2017            | Patriots de la Nouvelle-Angleterre | 13  | 50             | 47             | 03             | 0              | 2              | 059            | 09             | 0              | 0             | 0             |  |         |         |
| 2018            | Patriots de la Nouvelle-Angleterre | 16  | 45             | 40             | 05             | 1              | 2              | 0              | 20             | 0              | 2             | 1             |  |         |         |
| 2019            | Patriots de la Nouvelle-Angleterre | 16  | 53             | 44             | 09             | 0              | 6              | 126            | 20             | 2              | 0             | 1             |  |         |         |
| 2020            | Patriots de la Nouvelle-Angleterre | 11  | 37             | 30             | 07             | 0              | 1              | 015            | 03             | 0              | 1             | 0             |  |         |         |
| 2021            | Panthers de la Caroline            | 08  | 16             | 15             | 01             | 0              | 2              | 013            | 02             | 0              | 0             | 0             |  |         |         |
| 2022            | Colts d'Indianapolis               | 05  | 66             | 53             | 13             | 0              | 2              | 031            | 11             | 0              | 0             | 0             |  |         |         |
| 2023            | Cowboys de Dallas                  | ?   | Saison à venir | Saison à venir | Saison à venir | Saison à venir | Saison à venir | Saison à venir | Saison à venir | Saison à venir | ?             | ?             |  |         |         |
| Totaux Bills    | Totaux Bills                       | 68  | 226            | 198            | 28             | 0              | 14             | 252            | 62             | 0              | 3             | 1             |  |         |         |
| Totaux Patriots | Totaux Patriots                    | 83  | 185            | 161            | 24             | 1              | 11             | 200            | 52             | 2              | 3             | 2             |  |         |         |
| Totaux en NFL   | Totaux en NFL                      | 148 | 493            | 427            | 66             | 1              | 29             | 496            | 127            | 2              | 6             | 3             |  |         |         |

| Année                     | Équipe                             | MJ |       | Plaquages | Plaquages | Plaquages | Plaquages |       | Interceptions | Interceptions | Interceptions | Interceptions |  | Fumbles | Fumbles |
| Année                     | Équipe                             | MJ | Total | Seul      | Ast.      | Sacks     | Nb.       | Yards | Déf.          | TD            | Nb.           | Rec.          |  |         |         |
| 2017                      | Patriots de la Nouvelle-Angleterre | 3  | 10    | 9         | 1         | 0         | 0         | 0     | 6             | 0             | 0             | 0             |  |         |         |
| 2018                      | Patriots de la Nouvelle-Angleterre | 3  | 07    | 7         | 0         | 0         | 2         | 0     | 5             | 0             | 1             | 0             |  |         |         |
| 2019                      | Patriots de la Nouvelle-Angleterre | 1  | 02    | 2         | 0         | 0         | 0         | 0     | 0             | 0             | 0             | 0             |  |         |         |
| Totaux en NFL et Patriots | Totaux en NFL et Patriots          | 7  | 19    | 18        | 1         | 0         | 2         | 0     | 11            | 0             | 1             | 0             |  |         |         |